# Coenonympha satyrion
Coenonympha satyrion är en fjärilsart som beskrevs av Eugen Johann Christoph Esper 1806. Coenonympha satyrion ingår i släktet Coenonympha och familjen praktfjärilar. Inga underarter finns listade i Catalogue of Life.